# 히야마정
히야마정(檜山町)은 아키타현 야마모토군에 있던 정이다. 현재의 노시로시 남부, 하슈카이도(현 아키타현 도로 4호 노시로 고쇼메선) 연선에 해당한다.

## 역사
- 1889년 4월 1일 - 정촌제 시행에 의해 야마모토군 히야마정・에사고오모리촌・나카자와촌・모테촌・다도코우치촌의 구역으로 히야마정이 성립하였다.
- 1955년 4월 1일 - 요코테시에 편입해 동일 히야마정은 폐지되었다.

## = 도로
- 하슈카이도(현 아키타현 도로 4호 노시로 고쇼미치선)